# 体育教育

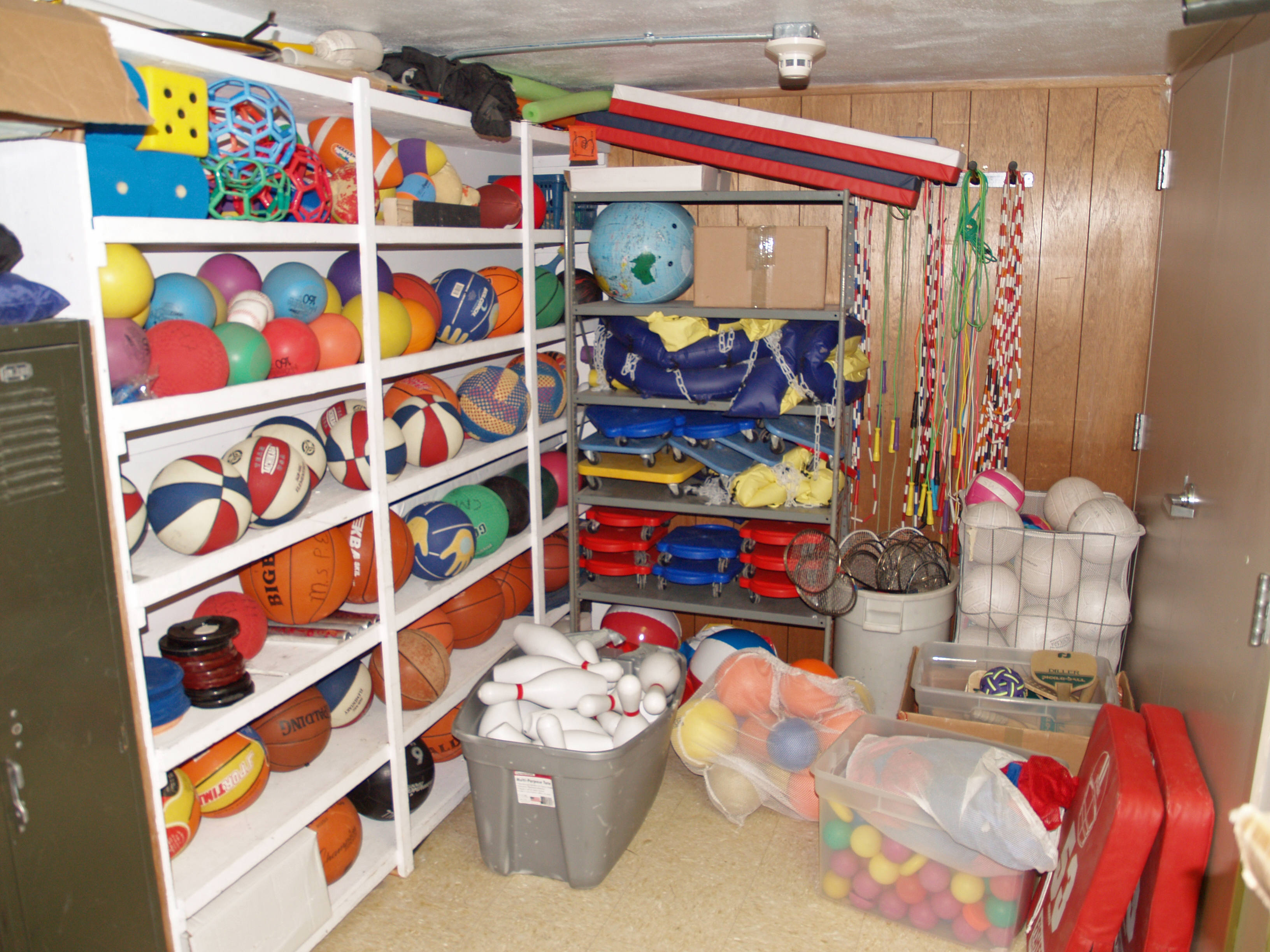
美国科罗拉多州卡尔汉一所高中的体育器材室

体育教育（缩写）也称体能教育或运动教育（sports education），是一项在小学、中学和大学中开展的运动教学活动，旨在促进参与者在锻炼身体的活动过程中获得身心全面健康发展。
在不同国家，学校体育教学的任务及目标存在区别。在中国，学校体育是一项贯穿小学一年级到大学二年级的必修课程，其任务可以概括为促进学生身心健康、掌握相应知识和技能、选拔职业竞技后备人才、增强学生组织纪律性、锤炼学生顽强意志等。

## 发展趋势

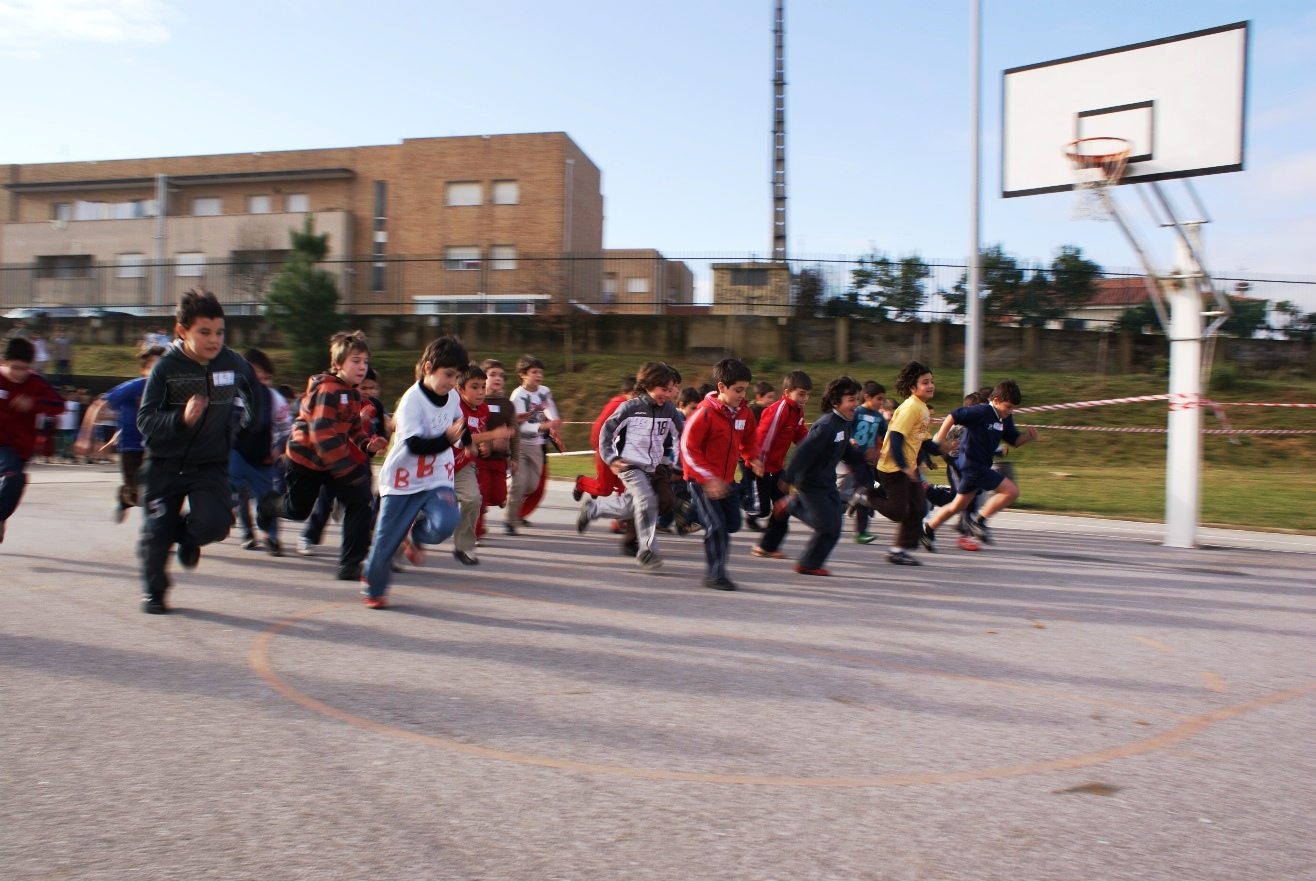
葡萄牙学生在学校中进行赛跑

近年来学校体育教育逐渐向多元化发展，包含了越来越多的活动项目，例如各种球类运动、郊游等，从较早时期就开始培养学生良好的运动习惯，并使其在成人阶段从中受益。在一些地区，学校体育教师引入了包括瑜伽在内的课程来帮助学生缓解压力.一些非传统的体育项目的教学则可以提高学生参加体育活动的积极性，并让学生从中感受不同的文化。
另一个趋势是学校体育与健康和营养的关系越来越紧密。2004年美国通过的《儿童营养及奶票再授权法案》（Child Nutrition and WIC Reauthorization Act of 2004）提出参与联邦资助的学校膳食计划的学区需制定并执行一套有关学校体育与营养政策的要求。在中国，学生身体素质下降的现象较为明显，教育部也对此推行了“中小学生每天一小时校园体育活动”以及“全国亿万学生阳光体育冬季长跑活动”等旨在提高学生身体素质、提高学生体质健康水平的活动。在教学过程中，教师不仅仅教授运动技能，同时还会开展短期的营养与健康课程，这在小学阶段较为普遍。在许多小学的健康课堂上，教学内容还会与热门话题相结合，例如在甲型H1N1流感爆发的时候，学校通过健康课的形式向学生教授养成良好卫生习惯的有关知识。
在美国，学校体育课程提供了让学生接触现代体育及科技的机会，包括步数计、GPS和心率仪的使用等。很多国家的学校体育还提供一些武术课程，例如摔角、功夫搏击和散打等，来教授学生自卫技能并培养其坚强意志。在课程教学过程中，学生可以参与包括水上运动、体操、单人或双人运动、团体运动、律动和舞蹈等教学中去，并且学校鼓励学生在自己感兴趣的体育运动方面进行后续的发展。

## 科技
新科技产品在学校体育的教学过程中起到了重要的作用。一般最常见的设备是简单的录像机，通过使用录像机学生可以在回放过程中看到自己在一些运动过程中出现的错误，以便于纠正，同时研究还表明，通过这样的手段比直接由老师纠正学生错误要有效得多。
还有一些科技产品例如GPS、投影仪和Wii主机也参与到学校体育的教学工作中。投影仪可以让学生直观地了解到如何正确地进行一项活动，GPS可以使学生在户外活动中变得更加活跃，教师还可以通过使用Wii系列产品向学生展示如何在校内校外保持身体健康。
步数计在学校体育教学中也较为常见。这种设备记录下的行走距离并不是最重要的，对于学生来说，它所记录下来的步数可以调动学生积极性，使其希望能够在下次使用的过程中得到更多的步数测量结果。
此外，在体育考试中，也会运用科技产品来对成绩进行统计，以防止人工统计时产生的误差。

## 全球现状

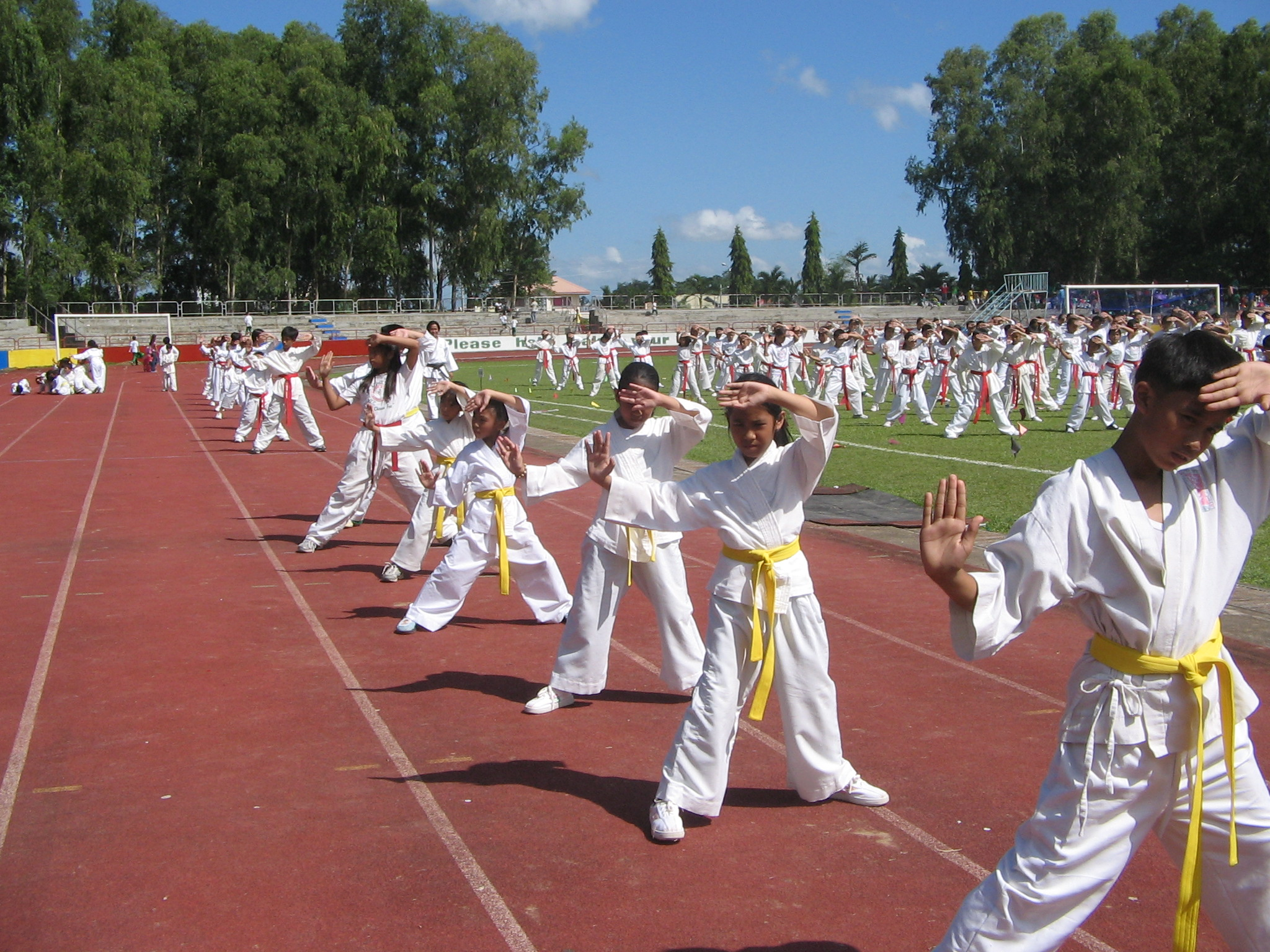
一些学校在体育教学中引入了武术的教学。图中的这些菲律宾儿童正在练习空手道。

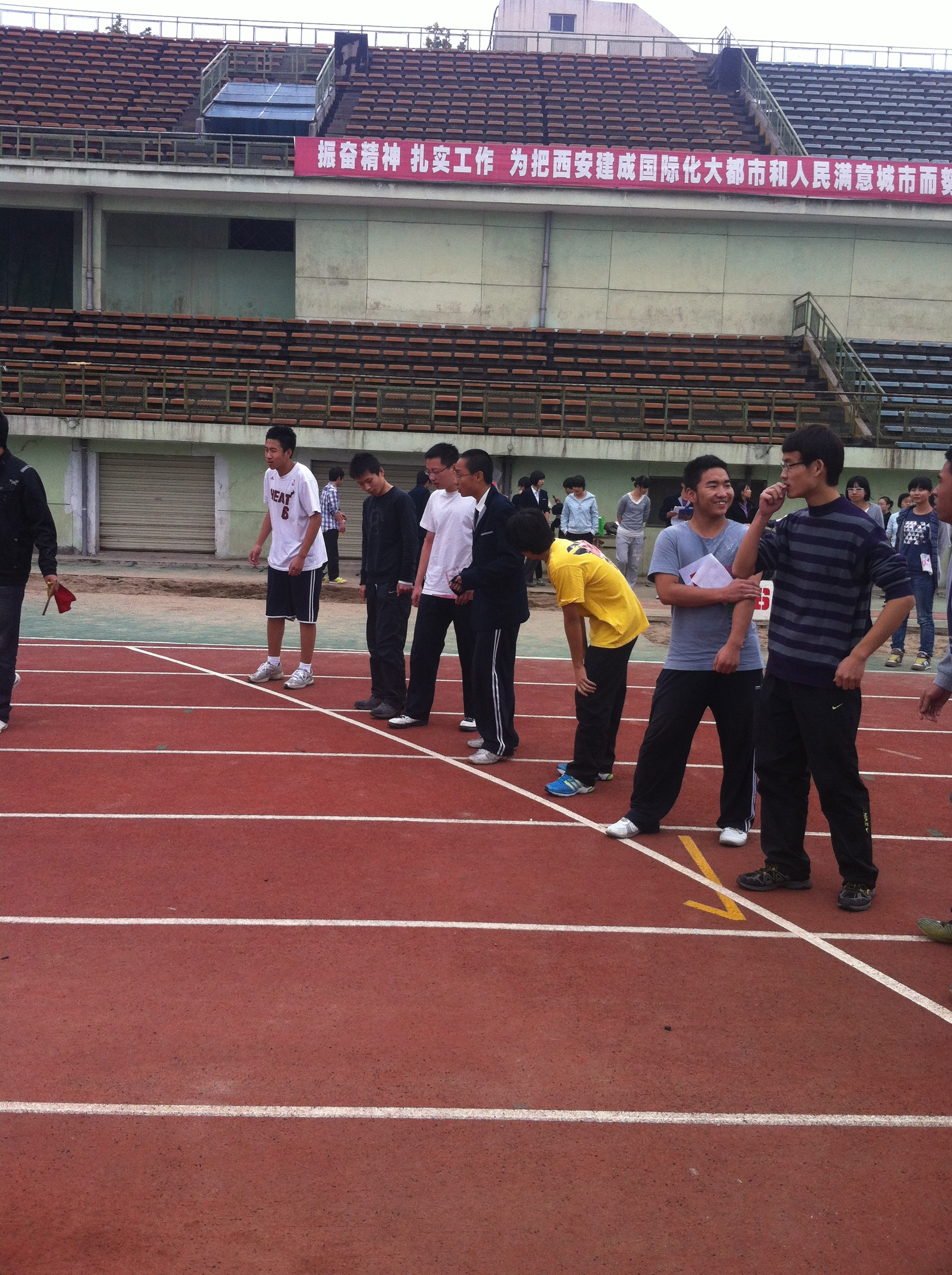
图为中国西安市某中学举行运动会时赛跑项目的情景。

在韩国，小学生和初中生要求每周参加3小时的学校体育课程。
在葡萄牙，小学生可以选择学校体育作为课外活动。中学生被要求每周参加约2小时的学校体育课程。
在马来西亚，中小学学生每周应参与2节或者共1小时的学校体育课程，除了考试前的一周。大部分中学可以提供的项目包括羽毛球、足球、篮球和网球等，学生也可在老师的许可下自行携带体育器材。在大多数中学都不会进行体育考试，学校只是单纯地记录学生的身高、体重以及做俯卧撑的个数。另一份来自马来西亚政府网站的文件显示，马来西亚已经实现了联合国所要求的每周最低120分钟学校体育课程的教学任务。
在中华人民共和国，学校体育从小学一年级至大学二年级属于必修课程，一般要求每天应当安排课间操，每周安排三次以上课外体育活动，保证学生每天有一小时体育活动的时间，同时，体育课还是学生毕业、升学考试的科目。大学三年级以上开设选修体育课程。学校定期应开展运动会等竞技比赛，并定期开展全国中学生运动会和全国大学生运动会等。
在菲律宾，一些学校在学校体育教学过程中引入了武术的教学。
在英国，7到9年级的学生被建议每周至少进行2小时的体育运动，10和11年级的学生应进行至少1小时的运动。
在威尔士，学生被建议每两周进行至少一小时的体育活动。
在波兰，中小学学生每周被建议至少进行3小时的学校体育。大学也必须在本科生教学阶段安排60学时的学校体育课。